# Айон (село)
 Тази статия е за селото.  За острова вижте Айон (остров).  
Айон е село в Чаунски район, Чукотски автономен окръг, Русия. Разположено е на северозападния бряг на о. Айон и е единственото населено място на острова. Към 2015 г. има население от 200 души.

## История
Според археологически проучвания, земите на селището са били обитавани още от първото хилядолетие сл. Хр. Намерени останки от различни сечива, глави на стрели и яранги подсказват, че районът е бил обитаван векове от хора, занимаващи се с еленовъдство.
Айон е упоменат за пръв път през 1646 г. от Исая Игнатиев, който акостира на острова и търгува с местното население. През 1761 г. островът е посетен от известния търговец Никита Шалауров. През 1821 г. Фердинанд Врангел посещава острова и го нанася на географската карта под името Сабодей. Името Айон е дадено на селището през 1857 г., когато мисионер на име Аргентов чува името „Айон“ от местните жители. Първоначално се е смятало, че името означава „мозък“ на чукчи, но по-късно е прието мнението на местен специалист по чукчи езиците, според който името идва от „айо“ – „съживявам“.
По времето на СССР, стадата от северни елени биват колективизирани, а в Айон е създаден колхоз, под чийто контрол е имало около 22 000 елена. Допълнително колхозът се е занимавал с риболов и кожарство. През 1941 г. близо до Айон е построена метеорологична станция. Екипът ѝ пристига с ледоразбивача Красин. Това е бил първият случай на постоянно население на острова, тъй като местните чукчи обикновено са го използвали за паша само през лятото. След падането на социалистическия режим елените намаляват от 22 000 до едва 4000. Това предизвиква високи нива на безработица в селището.

## Население
Населението на Айон е представено основно от чукчи.
| 1944 | 2006 | 2010 | 2012 | 2013 | 2014 | 2015 |
| ---- | ---- | ---- | ---- | ---- | ---- | ---- |
| 103  | 440  | 252  | 242  | 224  | 219  | 200  |

## Климат
| Климатични данни за Айон              | Климатични данни за Айон | Климатични данни за Айон | Климатични данни за Айон | Климатични данни за Айон | Климатични данни за Айон | Климатични данни за Айон | Климатични данни за Айон | Климатични данни за Айон | Климатични данни за Айон | Климатични данни за Айон | Климатични данни за Айон | Климатични данни за Айон | Климатични данни за Айон |
| Месеци                                | яну.                     | фев.                     | март                     | апр.                     | май                      | юни                      | юли                      | авг.                     | сеп.                     | окт.                     | ное.                     | дек.                     | Годишно                  |
| Абсолютни максимални температури (°C) | 0,9                      | −0,5                     | 1,1                      | 2,1                      | 16,4                     | 29,2                     | 30,5                     | 25,5                     | 18,5                     | 12,5                     | 2,6                      | 4,4                      | 30,5                     |
| Средни максимални температури (°C)    | −24,4                    | −25,9                    | −22,4                    | −14,5                    | −2,6                     | 7,4                      | 9,9                      | 7,8                      | 2,7                      | −6,6                     | −16,5                    | −22,7                    | −8,9                     |
| Средни температури (°C)               | −27,8                    | −29,2                    | −25,9                    | −18,6                    | −5,8                     | 3,0                      | 5,0                      | 4,0                      | 0,2                      | −9,2                     | −19,7                    | −26                      | −12,4                    |
| Средни минимални температури (°C)     | −31,2                    | −32,5                    | −29,5                    | −22,6                    | −9,2                     | −0,3                     | 1,5                      | 1,1                      | −2,1                     | −12,2                    | −23,1                    | −29,3                    | −15,7                    |
| Абсолютни минимални температури (°C)  | −48,5                    | −51,3                    | −44,4                    | −39                      | −31,7                    | −12                      | −4,2                     | −7,2                     | −15,4                    | −34,5                    | −43,1                    | −45,3                    | −51,3                    |
| Средни месечни валежи (mm)            | 11,6                     | 8,9                      | 6,4                      | 7,2                      | 7,1                      | 10,2                     | 21,5                     | 23,7                     | 16,9                     | 18,4                     | 12,6                     | 10,6                     | 155,0                    |
| ------------------------------------- | ------------------------ | ------------------------ | ------------------------ | ------------------------ | ------------------------ | ------------------------ | ------------------------ | ------------------------ | ------------------------ | ------------------------ | ------------------------ | ------------------------ | ------------------------ |
| Източник: Climatebase.ru              |                          |                          |                          |                          |                          |                          |                          |                          |                          |                          |                          |                          |                          |

## Икономика
Основните отрасли в селото са еленовъдството, риболовът и кожарството.

### Транспорт
До селото няма построен път или мост. До него може да се достигне по земя само през зимата, когато протокът, разделящ острова от континента, замръзне. Все пак това не е постоянен път, дори и през зимата, защото са възможни пукнатини в леда. Когато е възможно, всяка година се подготвя конвой, доставящ провизии до селото. През лятото единственият транспорт до селото е чрез вертолет.